# Ruslan Mingazov
Ruslan Mingazov est un footballeur turkmène né le 23 novembre 1991 à Achgabat (Turkménistan). Il évolue au poste d'ailier droit avec le club hongkongais du Kitchee SC.

## Carrière

### En sélection
Ruslan Mingazov réalise ses débuts en équipe du Turkménistan le 14 avril 2009 contre les Maldives. Il inscrit son premier but deux jours plus tard, contre le Bhoutan.

## Statistiques

### En sélection

#### Matchs internationaux
| Matchs internationaux de Ruslan Mingazov | Matchs internationaux de Ruslan Mingazov | Matchs internationaux de Ruslan Mingazov | Matchs internationaux de Ruslan Mingazov | Matchs internationaux de Ruslan Mingazov |
|                                          | Date                                     | Adversaire                               | Minutes jouées                           | Compétition                              |
| ---------------------------------------- | ---------------------------------------- | ---------------------------------------- | ---------------------------------------- | ---------------------------------------- |
| 1.                                       | 14 avril 2009                            | Maldives                                 | 73e                                      | Éliminatoires AFC Challenge Cup 2010     |
| 2.                                       | 16 avril 2009                            | Bhoutan                                  | 90 min 62e                               | Éliminatoires AFC Challenge Cup 2010     |
| 3.                                       | 17 février 2010                          | Corée du Nord                            | 60e                                      | AFC Challenge Cup 2010                   |
| 4.                                       | 19 février 2010                          | Inde                                     | 90 min 62e                               | AFC Challenge Cup 2010                   |
| 5.                                       | 21 février 2010                          | Kirghizistan                             | 90e 4e                                   | AFC Challenge Cup 2010                   |
| 6.                                       | 27 février 2010                          | Corée du Nord                            | 80e 31e                                  | AFC Challenge Cup 2010                   |

#### Buts internationaux
| #  | Date          | Lieu                                      | Adversaire | Score | Résultat | Compétition                          |
| -- | ------------- | ----------------------------------------- | ---------- | ----- | -------- | ------------------------------------ |
| 1. | 16 avril 2009 | Galolhu National Stadium, Malé (Maldives) | Bhoutan    | 4-0   | 7-0      | Éliminatoires AFC Challenge Cup 2010 |

## Palmarès
- Champion du Turkménistan en 2008 avec le FK Achgabat
- Champion de Lettonie en 2010 avec le Skonto Riga
- Vainqueur de la Coupe de Lettonie en 2012 avec le Skonto Riga
- Championnat de Tchéquie en 2017